# 大庄明烈宮
大庄明烈宮，又稱夫人媽廟，位於新竹市香山區大庄里，主祀代天巡狩七夫人媽，陪祀四府王爺，為清末由中國放洋而來的代巡信仰，為香山里及大庄里的共同信仰中心。

## 沿革

#### 起源
明烈宮最早可追溯自清光緒4年(1887年)，中國褔建省泉州府東海鎭法石村石頭街文興宮於泉州府後舞尾放洋王船，沿經台灣海峽最後漂流至香山地區。
最早由香山沿海的漁民發現一艘大三帆的洋船「忽而北忽而又南」，船帆自轉風向駛入香山港的假溝入口處（今香山靈興宮前溝）停泊。居民好奇登上帆船一看，只見船上載有夫人媽七尊、王爺四尊，以及香花果品等，才明白一艘王爺船。當地即迎接七夫人媽與四府王爺進庄，暫奉於香山天后宮。

#### 建廟
光緒13年（1887年）迎回七夫人媽後，暫奉於獵人之民宅內，之後再由庄民蔡有信捐獻廟地。根據《新竹廳竹北一堡香山庄土地申告書》記載，舊有廟地原為北藔角庄庄民蔡有信所有。
明烈宮分別於大正2年（1913年）、民國36年（1947年）、民國52年（1963年）重建，民國75年（1986年）重修。後因建築結構嚴重毀損，因此於民國104年（2015年）重建新式二層廟體建築，並於民國106年（2017年）落成。
2023年末，明列宮舉行慶成祈安五朝建醮大典。

## 祀神
主祀：代天巡狩七夫人媽（江、胡、徐、金、李、廖、顏）、四府王爺（邢、王、朱、沈）、四府大人(梁、游、趙、許)
配祀：廣澤尊王(暨妙應仙妃)、田都元帥、天上聖母、福德正神

## 組織
大庄集和堂：為南北管社團，附屬於明烈宮；除音樂演奏外也有高甲戲之演出，現已鮮少活動。

## 地理
宮口：今香山區大庄里之聚落西部，其因位於明烈宮前，又別稱為「宮口」。

## 相關廟宇
- 香山靈興宮：王船最早停泊處，該廟奉迎四府王爺為主神，後改以蕭府千歲為主神。
- 蔡龍宮：主祀蔡府將軍，為大庄庄民蔡錦全，因車禍而逝世；後由七夫人媽保舉成神，擔任七夫人媽的開路先鋒。[8]
- 新屋福興宮：清代放洋王船攜來之信仰，供奉七位夫人，惟姓氏不同於明烈宮，乃「王、金、李、黃、薛、何、梁」，隨從王爺姓氏則為「蕭、蘇、邢、沈、羅、池、朱」

## 外部連結
- 明烈宮的Facebook專頁